# Zoar Strict Baptist Chapel
De Zoar Strict Baptist Chapel is een monumentale Strict Baptist kapel in het Engelse gehucht Lower Dicker nabij het dorp Hellingly in East Sussex. De kapel is gebouwd in 1837 in georgiaanse stijl, wat zichtbaar is op een ingemetselde gedenksteen. In 1874 werd de kerk te klein en is het gebouw uitgebreid, met onder meer een klaslokaal. Rondom de kerk is een begraafplaats gelegen.
In 1837 werd voor £422 een large and comfortable chapel gebouwd met ruimte voor 400 kerkgangers. Het gebouw is in 1838 door William Gadsby geopend. De eerste predikant van de gemeente was William Cowper. Na hem hebben nog vijf predikanten de gemeente van Lower Dicker gediend. Vanwege het grote aantal kerkgangers werd het gebouw in 1874 uitgebreid voor het bedrag van £600. In 1880 werd een eigen begraafplaats naast de kerk aangelegd. In afwijking van de meeste Strict Baptist Chapels (die zeer eenvoudig zijn), heeft deze georgiaanse kerk een zekere grandeur.
De naam is afgeleid van de Bijbelse plaats Zoar, waarheen Lot vluchtte na de verwoesting van Sodom en Gomorra.

## Afbeeldingen

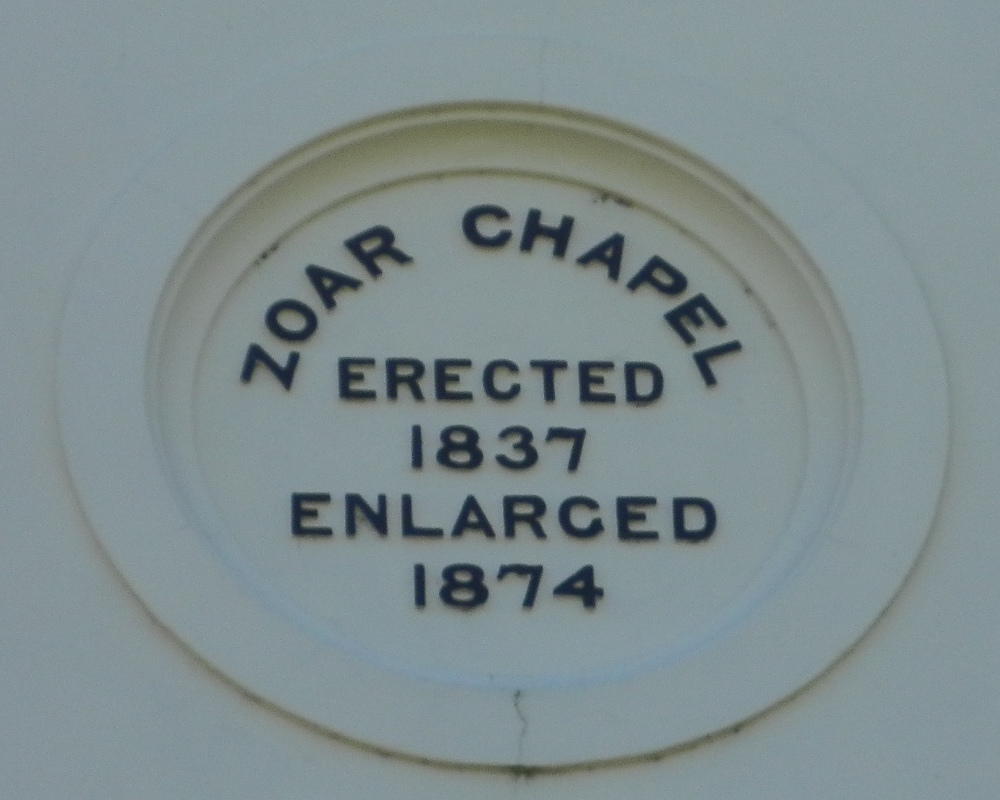
Bouwjaar en uitbreidingsjaar op een plaquette.
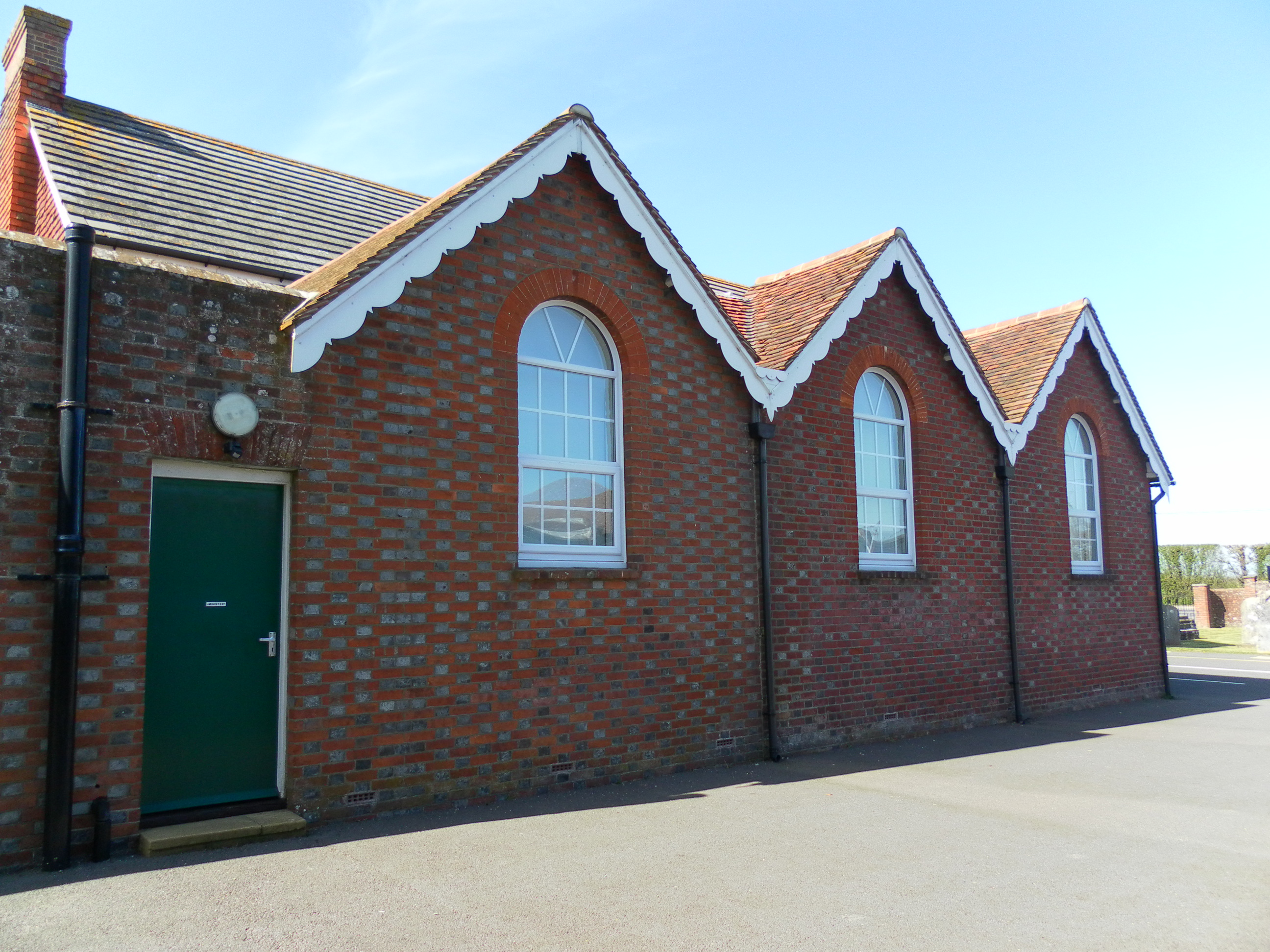
De oostelijke uitbreiding
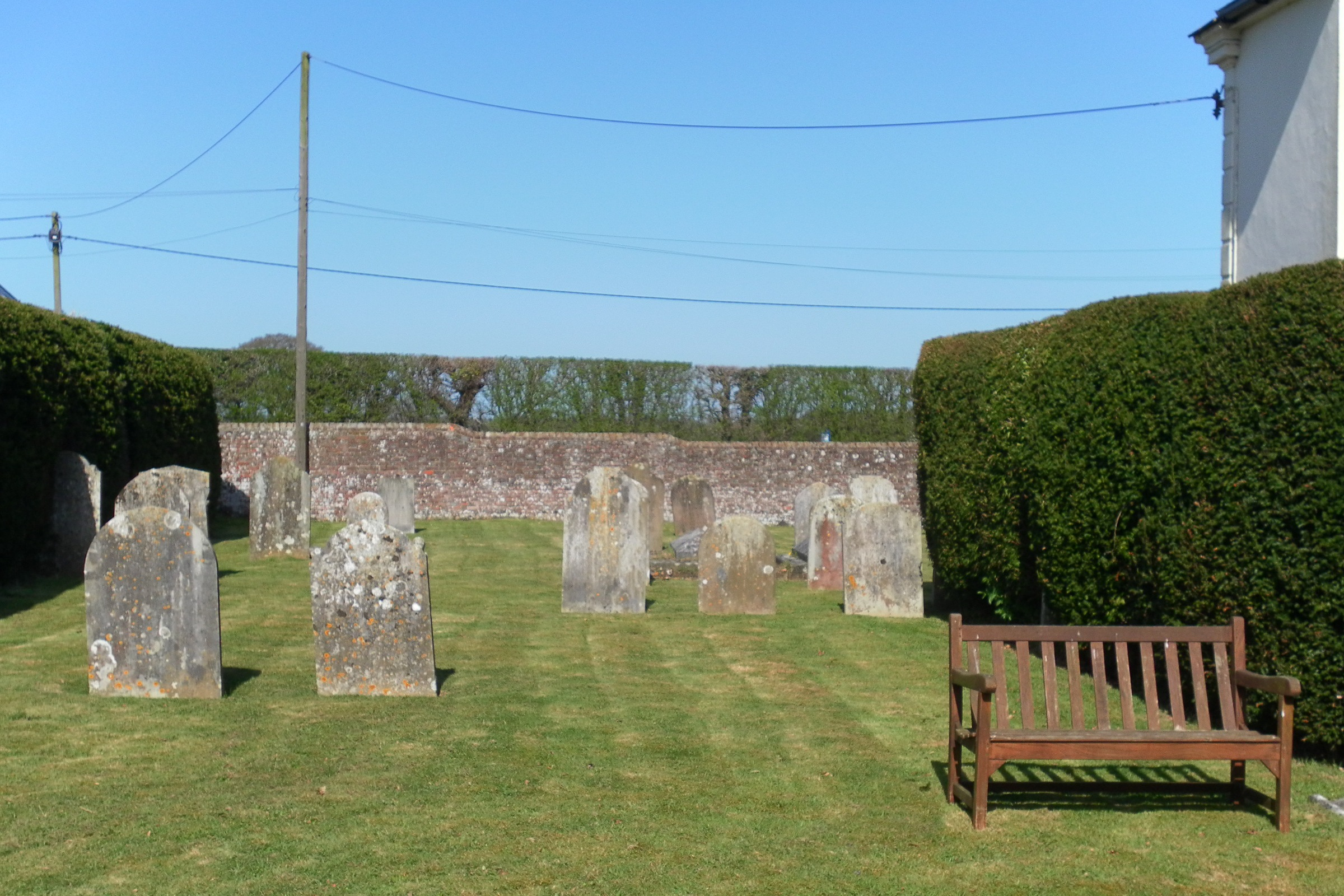
De bij de kerk behorende begraafplaats
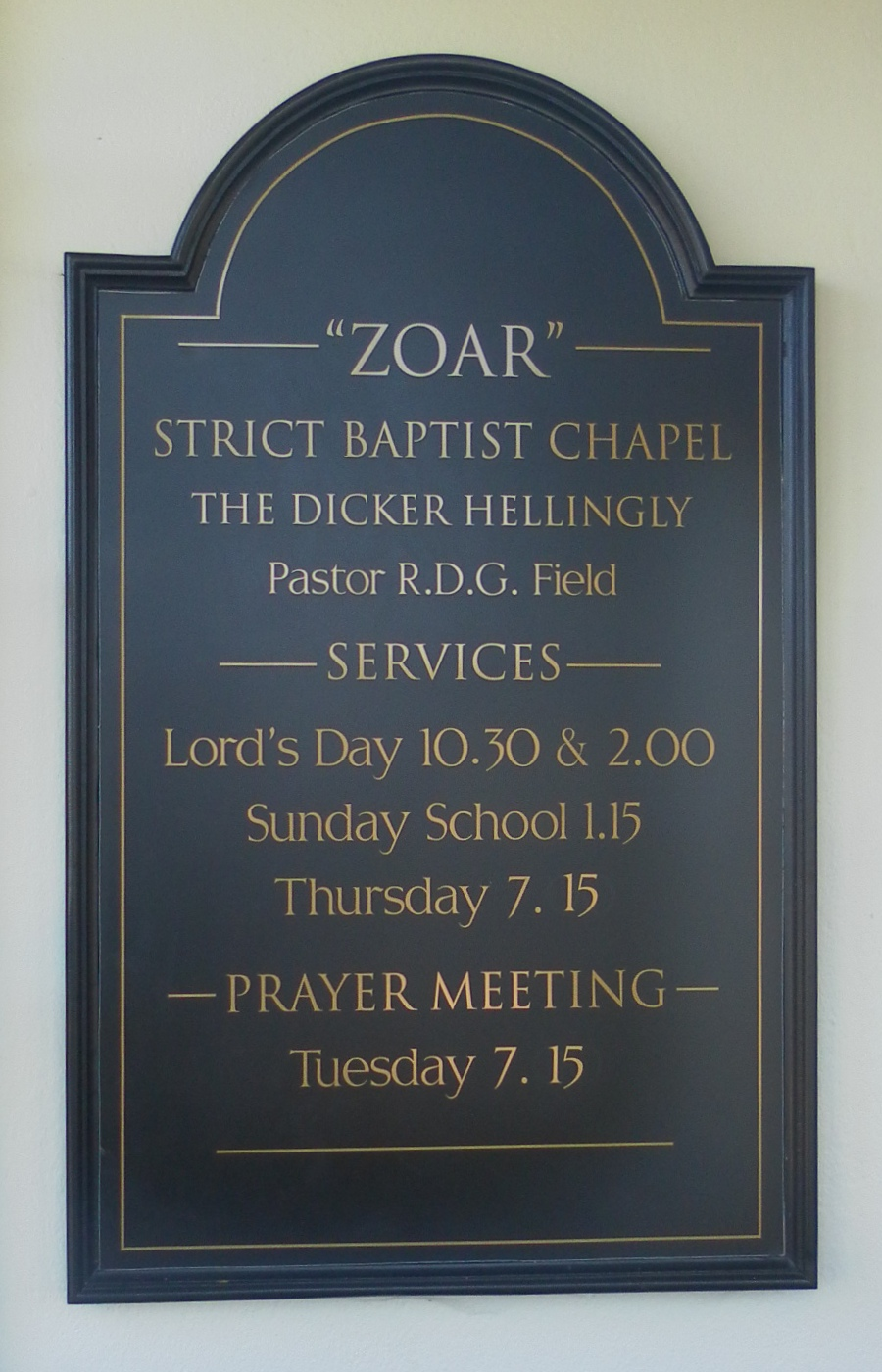
Informatiebord
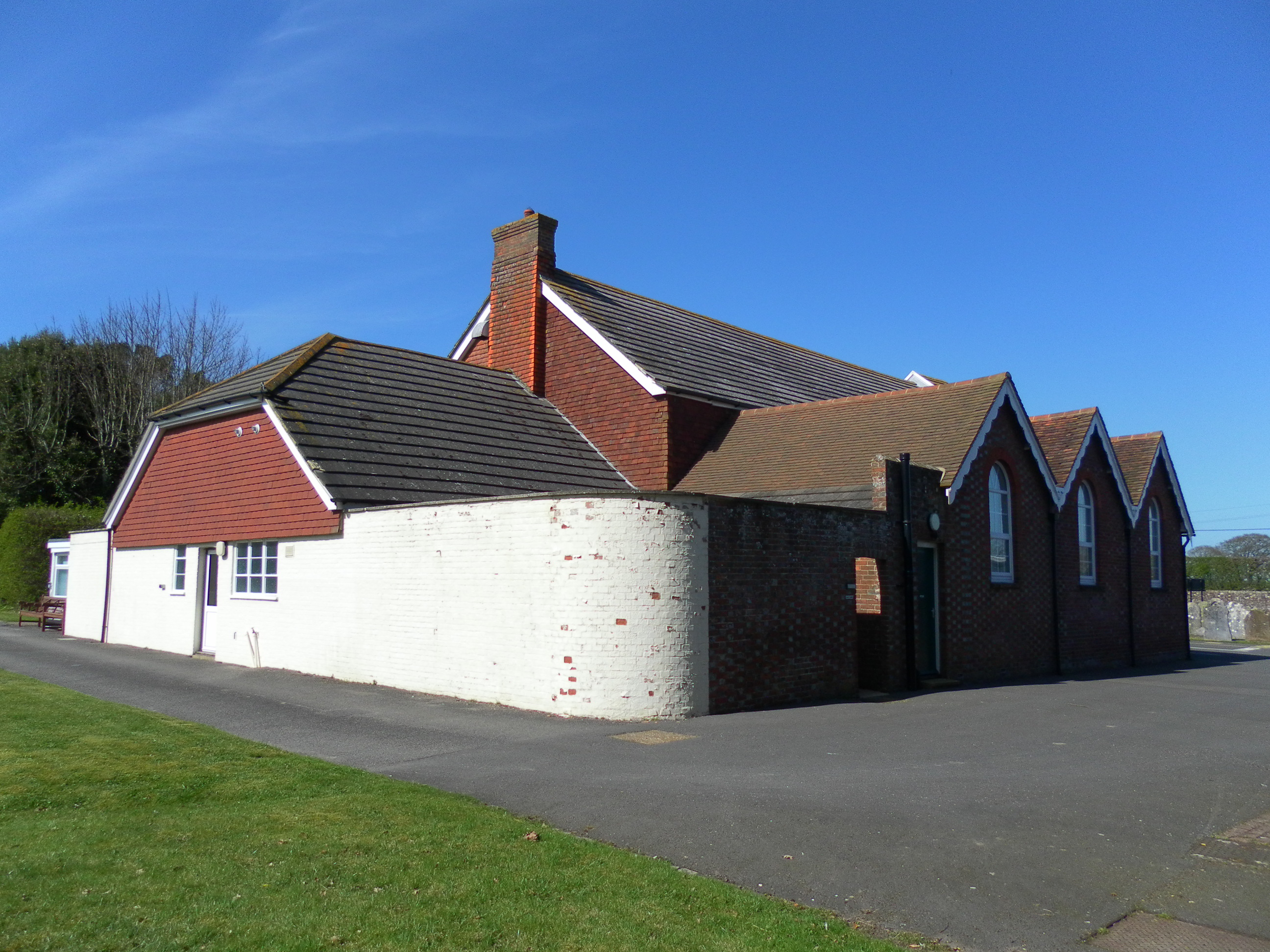
Achterzijde kapel